# エコミュージックTV
安らぎの音楽と風景/エコミュージックTV（やすらぎのおんがくとふうけい/エコミュージックTV）は、第一興商が運営した“癒し”をテーマとした音楽専門チャンネル。

## 概要
心癒される音楽と自然の美しい風景の映像を24時間視聴できる、リラクセーション・ミュージック・チャンネル。スカパー!プレミアムサービスや一部のケーブルテレビで視聴することが出来た。
1996年10月、「第一興商スタービュー」としてパーフェクTV!（現・スカパー!プレミアムサービス）で放送開始。2000年6月に「エコミュージックTV」にチャンネル名変更。2007年2月に現在のチャンネル名に変更している。2003年7月から2009年3月までスカパー!e2（衛星基幹放送事業者は日本テレビ系列のシーエス日本）でも放送されていた。
2012年3月31日をもって放送を終了した。
BSデジタル放送・トゥエルビでも「ヒーリング・タイム」「リラックス・タイム」（2015年10月に「絶景いやし紀行」に改題）枠内及びスポーツ中継の早終了時のフィラー映像として放映されている（閉局後も既製作分のコンテンツを引き続き放映）。